# Onești
Onești é uma cidade e município da Roménia, situada no judeţ (distrito) de Bacău. Tem 90,17 km² de área e em 2011 tinha 39 172 habitantes (densidade: 434,4 hab./km²).